# Kitinsaari (ö i Norra Österbotten)
Kitinsaari är en ö i Finland. Den ligger i sjön Vähä-Lamujärvi och i kommunerna Pyhäntä och Siikalatva i den ekonomiska regionen  Haapavesi-Siikalatva  och landskapet Norra Österbotten, i den centrala delen av landet, 400 km norr om huvudstaden Helsingfors. Öns area är 1,8 hektar och dess största längd är 260 meter i nord-sydlig riktning.